# Eduardo Garrido
Carlos Eduardo Dias Garrido (* 17. Dezember 1967 in Recife) ist ein ehemaliger brasilianischer Beachvolleyballspieler. Er gewann 1992 Silber beim Demonstrationswettbewerb der Olympischen Spiele.

## Karriere
Der im Bundesstaat Pernambuco geborene Sportler war ein Pionier des Beachvolleyballs in seinem Heimatland. Beim dritten Event der ersten FIVB World Tour im Februar 1990 in Rio de Janeiro begann seine internationale Karriere mit Roberto Moreira. Das Resultat war der fünfte Rang. In der folgenden Saison gewannen sie als Dritte ihre erste Medaille in Lignano und wurden Sechste auf Enoshima. Ein Spieljahr später folgten in Almeria ein weiterer Einzug in die Vorschlussrunde und in der zweitgrößten Stadt Brasiliens die zweite Bronzemedaille. Noch erfolgreicher verlief die Spielzeit 1992/93. Das Duo erreichte sein erstes Endspiel beim Demonstrationswettbewerb im Anschluss an die Olympischen Spiele in Barcelona, der am Strand von Almería ausgetragen wurde und eine Woche später das Finale von Lignano. Bevor im Sommer 1993 eine weitere Silbermedaille in Enoshima hinzu kam, konnten die Brasilianer noch Bronze bei den World Games in den Niederlanden erkämpfen. Im folgenden Jahr standen sie sowohl auf der japanischen Halbinsel als auch im puerto-ricanischen Carolina in der Vorschlussrunde und in Fortalezza auf dem siebten Platz. 1996 wurden sie Neunte in Marbella und Fünfte beim C&S Italy Challenger in Agrigent. Anschließend trennten sich die Wege. Garrido erreichte in der gleichen Saison noch einmal das Halbfinale mit Andrè Gomes und die Runde der Top Sechs mit Franco Neto.
Vor seinen letzten großen Erfolg in der internationalen Beachserie als Finalist der Fortaleza Open im Dezember 1997 an der Seite des frisch gekrönten Weltmeisters Guilherme Marques war Eduardo zum ersten Mal bei der amerikanischen Tour aktiv. Mit Alemão Loss wurde er jeweils Neunter in Miami und am Lake Tahoe. Mit Kevin Martin stand er im nächsten Jahr in Fort Myers, Corpus Christi und Atlanta im Viertelfinale. Noch besser lief es für das brasilianisch/US-amerikanische Beachpaar bei den Minneapolis Open mit dem Gewinn der Bronzemedaille. Die hatte sich der Südamerikaner ebenfalls schon einen Monat zuvor mit seinem Landsmann Andrè Gomes in Cincinnati  gesichert. Im Dezember 1998 erreichte Garrido zum letzten Mal bei der FIVB Tour einen Platz unter den besten acht Teams. Mit Paulo Emilio belegte er den fünften Rang bei den Brazil Open. Mit Anjinho stand er 1999 in der amerikanischen Serie sechs Mal bei sieben Teilnahmen mindestens im Achtelfinale. Beste Resultate waren fünfte Plätze bei den Belmar Open, dem Grand Slam in Chicago und dem Tournament of Champions in Louisville. In der Folgezeit fanden Paulo Emilio und Eduardo Garrido noch einmal zusammen und wurden Dreizehnte bei zwei FIVB Veranstaltungen sowie zwei Mal Siebte und fünf Mal Neunte bei AVP Events. Seinen letzten Wettkampf bestritt der Athlet mit Murilo beim Lausanne Satellite. Nach dem Aus im Viertelfinale beendete Eduardo Garrido seine Karrieré als Aktiver.

### Trainerkarriere
Nach einer viermonatigen Aufbauarbeit in Paraguay erhielt der Brasilianer das Angebot des chilenischen Volleyballverbandes, den Beachvolleyball im südamerikanischen Staat sowohl im weiblichen als auch im männlichen Bereich zu fördern. 2013 gelang eine Steigerung der Volleyballerinnen vom fünften auf den dritten Platz in der kontinentalen Rangliste. Der größte Erfolg des ehemaligen Weltklassespielers bestand jedoch darin, als Headcoach die Cousins Esteban und Marco Grimalt so gut zu trainieren und zu betreuen, dass sie im Juni 2016 das Continental Cup Final in Santiago gewannen und sich so als erstes chilenisches Beachvolleyballpaar für Olympische Spiele qualifizieren konnten. Ende 2017 endete die Zusammenarbeit mit dem Verband, da Garrido sich nach Ansicht des Präsidenten nur noch um dieses Team kümmerte und seine weiteren Aufgaben im Jugend- und Juniorenbereich sowie bei den erwachsenen weiblichen Duos vernachlässigte.

## Persönliches
Die Ehefrau des Sportlers heißt Camila. Die beiden haben eine Tochter.